# ハワード・グラッブ

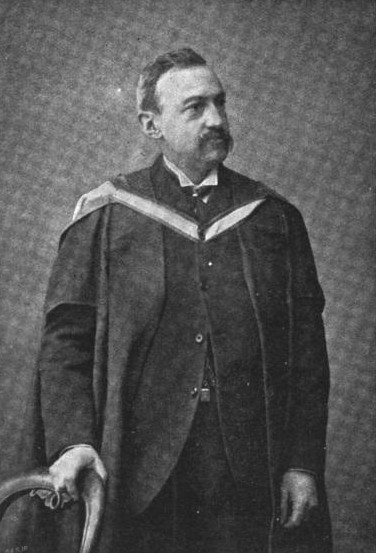
ハワード・グラッブ

ハワード・グラッブ（Sir Howard Grubb, FRS, 1844年7月28日 - 1931年9月16日）はアイルランドのダブリン生まれの天体望遠鏡の設計者である。

## 人物
天体望遠鏡メーカーのグラッブ商会を設立したトーマス・グラッブの8人の子供の1人である。子供の頃から光学に親しんだ。土木工学を学んだ後､1864年に父の会社に加わると、天体望遠鏡の製作者として高い評価を得た。イギリス最大の屈折望遠鏡であるグリニッジ天文台の28インチ望遠鏡などを製作した。1883年に王立協会の、1870年に王立天文学会の会員に選ばれ、1887年､ナイトを叙勲した。ダブリン王立協会の会員を長く務め、名誉事務局長､副会長などを務めた。
グラップ商会は1925年にチャールズ・アルジャーノン・パーソンズに買収されグラッブ・パーソンズ社(Sir Howard Grubb, Parsons and Co. Ltd)になるが現在も大型望遠鏡のメーカーとしても有名である。第1次世界大戦中は照準器を製作し、優れた潜望鏡を設計した。
グラッブの設計した望遠鏡にはウィーン天文台の27インチ望遠鏡(1878年)、アーマー天文台の10インチ屈折望遠鏡(1882年)などもあり、いくつかは現在も使用されている。